# 于大鯤
于大鲲，河南郑州（今郑州市）人。清朝官员。同进士出身。
雍正五年（1727年）丁未科三甲进士，署福清县县事。次年（1728年），任福建邵武府建宁县知县。